# 益子仁助
益子 仁助（ましこ にすけ、1896年7月3日 - 1983年）は、日本の政治家。栃木県那須郡那須町長を務めた。

## 経歴
那須郡那須村に生まれる。那須村議会議員、助役を経て、那須村長に就任。1954年（昭和29年）、合併に伴い那須町長に就任し、1958年（昭和33年）まで務める。町長在任中は那須温泉の上水道整備や町役場の建設などに取り組んだ。また、町長退任後には那須森林組合の組合長に就任している。1983年（昭和58年）、死去した。